# ن. أ. بلوش
نبي بخش خان بلوش ويُعرف اختصارًا بـ ن. أ. بلوش (1917م – 2011م) كان باحثًا ومؤرخًا وعالمًا في مجال السند ومعلمًا ولغويًا وكاتبًا باكستانيًا. كان يكتب في الغالب باللغة السندية، ولكن أيضًا باللغة الأردية والإنجليزية والفارسية والعربية. وقد وُصِف بأنه "المكتبة المتحركة" لإقليم السند الباكستاني.

## مؤلفاته
- فتح السند (جج نامه)[1]
- إعادة بناء وتربية المدرس في المجتمع الإسلامي.[4]